# Sodreana sodreana
Sodreana sodreana is een hooiwagen uit de familie Gonyleptidae.